# موتسو
موتسو (به لاتین: Mutso) یک منطقهٔ مسکونی در گرجستان است که در شهرداری دوشتی واقع شده‌است. موتسو ۱۵ نفر جمعیت دارد و ۱٬۸۸۰ متر بالاتر از سطح دریا واقع شده‌است.